# 富田鈴花
富田鈴花（日语：／ Tomita Suzuka */?，2001年1月18日—）是日本前偶像藝人，為女子偶像組合日向坂46前成員，神奈川縣出身，前所屬經紀公司為Seed & Flower。2017年以平假名櫸坂46二期生身分出道。2025年8月5日自日向坂46畢業。

## 經歷
2017年8月13日，富田通過平假名櫸坂46追加成員徵選，並於15日首次披露。12月12日，於幕張展覽館舉行的「平假名櫸坂46 平假名全國巡演2017 FINAL！」中首次公開亮相
2019年3月，從高中畢業。
2021年3月23日，由於身體不適，休養了大約一週。6月27日，與松田好花組成的雙人組合「花醬s」（花ちゃんズ）出演的吉他自彈自唱的現場演出與訪談節目《MTV ACOUSTIC FLOWERS -Until Full Bloom “Bell & Like”-》在MTV播出。此活動原定於2020年3月3日以演奏會形式舉行，但由于新冠肺炎疫情导致活动延期，最终以無觀眾的形式进行，最終以無觀眾形式舉行。10月5日，「花醬s」也作為開場嘉賓出演了同樣由MTV主辦的《MTV LIVE MATCH》。
2022年4月至6月，擔任早晨情報綜藝節目《LOVE it!》 的週三季度常規來賓 。繼成員加藤史帆、高本彩花、松田好花之後，成為「Love it! Family」的一員。此外，這也是其第一個單獨出演的常規節目。7月10日至12月10日，擔任超級方程式錦標賽的特別節目《GO ON！ NEXT ～在賽車場相見吧～》的節目主持人。10月13日，開設個人Instagram帳號。12月1日，出演了關於首都高速道路的高速大師橋更新工程的廣告。
2023年4月7日，開始與佐佐木美玲、河田阳菜一同担任《羅森呈獻 日向坂46的歇一口氣！》（FM東京）的每周轮流主持人。4月23日，被任命為「超级方程式宣传大使」。5月16日，開始担任节目《在赛道上见面吧》（サーキットで会いましょう）（ABEMA）的主持人。7月26日發行的日向坂46第10張單曲《Am I ready?》的收錄曲《你會倒立嗎？》（君は逆立ちできるか？）中首次擔任Center。8月，於音樂劇《文森佐》中饰演女主角洪車瑛。
2024年1月24日，被任命为「ABEMA赛车运动大使」。3月10日，在《千鳥的鬼連唱》（富士电视台）中的企划《只唱副歌KTV》环节中成功达成鬼连唱。
2025年1月5日，在《千鳥的鬼連唱》中与成員高橋未來虹搭档，再次达成鬼连唱。4月30日、5月1日舉行的「13th Single 平假名日向坂46 LIVE」中擔任座長。5月3日，在个人博客中宣布將於第14張單曲《Love yourself!》的活動結束後毕业。6月27日，於「第14張單曲《Love yourself!》發售紀念Mini Live」中舉辦畢業典禮。7月23日，於TACHIKAWA STAGE GARDEN舉行個人演唱會「Suzuka Tomita (Hinatazaka46) One Last Live on MTV」。8月3日，於日向坂46冠名節目《在日向坂見面吧》中舉辦富田的畢業環節，節目最後由主持人奧黛麗給與畢業證書，也是最後一次出演該節目。8月5日，發行首本個人寫真集《鈴花賽道》，於澳洲拍攝，以2.7萬銷量取得Oricon公信榜書籍週榜寫真集及綜合部門第1位。同日，進行寫真集發售YouTube直播後，正式從日向坂46畢業。9月30日，富田位於日向坂46官方網站內的個人部落格正式關閉。

## 人物
富田的暱稱為以平假名表示的「Suzy」（すーじー）。出道當時的暱稱為「Paripi-chan」（パリピちゃん，意為「派對咖」）。
「鈴花」這個名字的由來，是因為其母親喜歡F1，故取自鈴鹿賽車場的鈴鹿，這也成為她擔任體育節目《GO ON！ NEXT ～在賽車場相見吧～》主持人的一個小契機。
曾經被一期生的齊藤京子稱讚是「日向坂46中歌唱得最好的人」，她的歌聲獲有一定的好評在《千鳥惡魔連戰》的節目企劃〈只唱副歌卡拉OK〉中 ，連續兩次出演皆獲得9レンチャン的成績，保有歷代出演該節目的偶像中的最高記錄。
喜歡的藝術家為UVERworld。
喜歡的事物是伊達卷，吉祥物的「みちまるくん」，大王具足蟲和高速公路。因为喜歡高速公路轉而取得駕照。
經常製作燉煮料理，曾在團體冠名節目《在日向坂相見吧》上展示其製作的配有筑前煮的角色便當、也曾在晨間情報節目《LOVE it!》說過自己擅長的料理為筑前煮 。
個人特長是貝斯和吉他（原聲吉他、电吉他）和鋼琴 ，以及freestyle以外的rap 。

## 演唱歌曲
- 標註「★」符號者，表示該首歌曲有拍攝MV。

### 單曲
日向坂46
|      | 發行日期       | 單曲名稱              | 參與歌曲名稱              | 名義            | 收錄於 | MV | 備註   |
| ---- | -------------- | --------------------- | ------------------------- | --------------- | ------ | -- | ------ |
| 1st  | 2019年03月27日 | 心動了                | 心動了                    |                 | 全版本 | ★  | A面曲  |
| 1st  | 2019年03月27日 | 心動了                | JOYFUL LOVE               |                 | 全版本 | ★  |        |
| 1st  | 2019年03月27日 | 心動了                | 悸動草                    |                 | Type-C | ★  |        |
| 1st  | 2019年03月27日 | 心動了                | 如果沉默是愛              | （2期生）       | 通常盤 |    |        |
| 2nd  | 2019年07月17日 | Do Re Mi Sol La Si Do | Do Re Mi Sol La Si Do     |                 | 全版本 | ★  | A面曲  |
| 2nd  | 2019年07月17日 | Do Re Mi Sol La Si Do | 狐狸                      |                 | 全版本 | ★  |        |
| 2nd  | 2019年07月17日 | Do Re Mi Sol La Si Do | Dash&Rush                 | （2期生&3期生） | 通常盤 |    |        |
| 4th  | 2020年02月19日 | 才沒這回事呢          | 才沒這回事呢              |                 | 全版本 | ★  | A面曲  |
| 4th  | 2020年02月19日 | 才沒這回事呢          | 青春之馬                  |                 | 全版本 | ★  |        |
| 4th  | 2020年02月19日 | 才沒這回事呢          | 即使不開窗                |                 | Type-B |    |        |
| 4th  | 2020年02月19日 | 才沒這回事呢          | 我能為你做些什麼呢        | （2期生&3期生） | 通常盤 |    |        |
| 5th  | 2021年05月26日 | 只有你最強            | 只有你最強                |                 | 全版本 | ★  | A面曲  |
| 5th  | 2021年05月26日 | 只有你最強            | 聲音的足跡                |                 | 全版本 | ★  |        |
| 5th  | 2021年05月26日 | 只有你最強            | 世界充滿了Thank you!      | （2期生）       | Type-D | ★  |        |
| 5th  | 2021年05月26日 | 只有你最強            | 巨大的夢想壓垮了我        |                 | 通常盤 |    |        |
| 6th  | 2021年10月27日 | 話說                  | 話說                      |                 | 全版本 | ★  | A面曲  |
| 6th  | 2021年10月27日 | 話說                  | 無論多少次無論多少次      |                 | 全版本 | ★  |        |
| 6th  | 2021年10月27日 | 話說                  | 意想不到的雙虹            |                 | Type-A |    |        |
| 6th  | 2021年10月27日 | 話說                  | 傷停補時                  |                 | 通常盤 |    |        |
| 7th  | 2022年06月01日 | 我這種人              | 我這種人                  |                 | 全版本 | ★  | A面曲  |
| 7th  | 2022年06月01日 | 我這種人              | 飛機雲的形成理由          |                 | 全版本 | ★  |        |
| 7th  | 2022年06月01日 | 我這種人              | 戀愛中的魚在空中飛翔      | （2期生）       | Type-D | ★  |        |
| 7th  | 2022年06月01日 | 我這種人              | 不知不覺被愛著            |                 | 通常盤 |    |        |
| 8th  | 2022年10月26日 | 星月共舞的Midnight    | 星月共舞的Midnight        |                 | 全版本 | ★  | A面曲  |
| 8th  | 2022年10月26日 | 星月共舞的Midnight    | HEY！OHISAMA！            |                 | 全版本 |    |        |
| 8th  | 2022年10月26日 | 星月共舞的Midnight    | 其他多數的種類            |                 | Type-C |    |        |
| 8th  | 2022年10月26日 | 星月共舞的Midnight    | 一生一次的夏天            |                 | 通常盤 |    |        |
| 9th  | 2023年04月19日 | One choice            | One choice                |                 | 全版本 | ★  | A面曲  |
| 9th  | 2023年04月19日 | One choice            | 戀愛逃之夭夭              |                 | 全版本 | ★  |        |
| 9th  | 2023年04月19日 | One choice            | You're in my way          | （2期生）       | Type-B |    |        |
| 9th  | 2023年04月19日 | One choice            | 朋友啊 是夜空中第一顆星星 |                 | 通常盤 | ★  |        |
| 10th | 2023年07月26日 | Am I ready?           | Am I ready?               |                 | 全版本 | ★  | A面曲  |
| 10th | 2023年07月26日 | Am I ready?           | 接觸與感情                |                 | Type-A |    |        |
| 10th | 2023年07月26日 | Am I ready?           | 你會倒立嗎？              | （2期生）       | Type-C |    | Center |
| 10th | 2023年07月26日 | Am I ready?           | 玻璃窗髒了                |                 | 通常盤 | ★  |        |
| 11th | 2024年05月08日 | 你是蜜瓜              | 你是蜜瓜                  |                 | 全版本 | ★  | A面曲  |
| 11th | 2024年05月08日 | 你是蜜瓜              | 緊隨我後                  |                 | 通常盤 | ★  |        |
| 12th | 2024年09月18日 | 絕對第六感            | 絕對第六感                |                 | 全版本 | ★  | A面曲  |
| 12th | 2024年09月18日 | 絕對第六感            | 永遠的蘇菲亞              |                 | Type-A |    |        |
| 13th | 2025年01月29日 | 只有畢業照才知道      | SUZUKA                    | 平假名日向坂46  | 全版本 | ★  | Center |
| 13th | 2025年01月29日 | 只有畢業照才知道      | 纏上那女孩                | 平假名日向坂46  | Type-B |    | Center |
| 13th | 2025年01月29日 | 只有畢業照才知道      | 等待43年的可樂餅          | （2期生）       | Type-C |    |        |
| 14th | 2025年05月21日 | Love yourself!        | Love yourself!            |                 | 全版本 | ★  | A面曲  |
| 14th | 2025年05月21日 | Love yourself!        | You are forever           |                 | Type-A |    |        |
| 14th | 2025年05月21日 | Love yourself!        | 海風與任性                |                 | 通常盤 | ★  |        |

平假名櫸坂46
| 發行日期        | 歌名                 | 名義                | 收錄於                     | MV | 備註 |
| --------------- | -------------------- | ------------------- | -------------------------- | -- | ---- |
| 2017年010月25日 | NO WAR in the future | 平假名櫸坂46        | 櫸坂46《就算風吹》Type-B   |    |      |
| 2018年03月07日  | 一半的記憶           | 平假名櫸坂46第2期生 | 櫸坂46《打破玻璃！》通常盤 |    |      |
| 2018年08月15日  | 快樂氛圍             | 平假名櫸坂46        | 櫸坂46《矛盾心理》Type-B   | ★  |      |
| 2019年02月27日  | 想對你說的話         | 平假名櫸坂46        | 櫸坂46《黑羊》全版本       | ★  |      |
| 2019年02月27日  | 擁抱你               | 平假名櫸坂46        | 櫸坂46《黑羊》Type-B       |    |      |

### 專輯
日向坂46
|     | 發行日期       | 專輯名稱   | 參與歌曲名稱              | 名義      | 收錄於 | 備註 |
| --- | -------------- | ---------- | ------------------------- | --------- | ------ | ---- |
| 1st | 2020年09月23日 | HINATAZAKA | 心機小可愛                |           | 全版本 | ★    |
| 1st | 2020年09月23日 | HINATAZAKA | 跳得比誰都還高！2020      |           | Type-A |      |
| 1st | 2020年09月23日 | HINATAZAKA | 日向坂                    |           | Type-A |      |
| 1st | 2020年09月23日 | HINATAZAKA | NO WAR in the future 2020 |           | Type-B |      |
| 1st | 2020年09月23日 | HINATAZAKA | 不顧一切地                |           | Type-B |      |
| 1st | 2020年09月23日 | HINATAZAKA | My fans                   |           | Type-B |      |
| 1st | 2020年09月23日 | HINATAZAKA | 約定之卵 2020             |           | 通常盤 |      |
| 2nd | 2023年11月08日 | 脈動的感情 | 你從零變為一吧            |           | 全版本 | ★    |
| 2nd | 2023年11月08日 | 脈動的感情 | 自動販賣機和主體性        | （2期生） | Type-B |      |

平假名櫸坂46
|     | 發行日期       | 專輯名稱   | 參與歌曲名稱         | 名義      | 收錄於 | 備註 |
| --- | -------------- | ---------- | -------------------- | --------- | ------ | ---- |
| 1st | 2018年06月20日 | 起跑的瞬間 | 沒有期待的自己       |           | 全版本 | ★    |
| 1st | 2018年06月20日 | 起跑的瞬間 | 仙女棒燒盡之前       |           | Type-A |      |
| 1st | 2018年06月20日 | 起跑的瞬間 | 不成熟的憤怒         | （2期生） | Type-A |      |
| 1st | 2018年06月20日 | 起跑的瞬間 | 不准敲門！           |           | Type-A |      |
| 1st | 2018年06月20日 | 起跑的瞬間 | 約定之卵             |           | Type-A |      |
| 1st | 2018年06月20日 | 起跑的瞬間 | 衝往最前排           | （2期生） | Type-B |      |
| 1st | 2018年06月20日 | 起跑的瞬間 | 像車輪摩擦般哭泣的你 |           | Type-B |      |
| 1st | 2018年06月20日 | 起跑的瞬間 | 平假名的戀愛         |           | 通常盤 |      |

## 演出

### 電視劇
- DASADA系列（日本電視台）：飾演 畑屋菜菜緒（畑屋菜々緒）[77]
  - DASADA（2020年1月16日－3月19日）[78]
  - DASADA ～迎向未來的倒數計時～（DASADA 〜未来へのカウントダウン〜；2020年7月2日－9月10日）[79]
- 聲春！（2021年4月29日－7月1日，日本電視台）：飾演 RUBIE（るびー）[80]
- 世界奇妙物語'24 夏之特別篇（日语：世にも奇妙な物語 夏の特別編 (2024年)）「週刊 前戀人製作」（2024年6月8日，富士電視台）：飾演 愛里（あいり）[81]
- 「世界卓球2025」合作短劇《aimaiMe》「强豪校的尴尬采访」（2025年5月13日）[82]

### 網絡劇
- 死幽学旅行（2021年3月31日－7月12日，smash.）[83][84]

### 舞台劇
- 文森佐（2023年8月11日－13日，兵庫：神戶AiiA劇場／8月18日－21日，東京：日本青年館表演廳 / 8月25日－27日，大阪：SANKEI HALL BREEZÉ）：飾演 洪車瑛（女主角）[85]

### 綜藝節目
- LOVE it!（日语：ラヴィット!） （2022年4月13日－6月29日，TBS）- 週三季度常規來賓[86][15]

### 特別節目
- GO ON！ NEXT ～在賽車場相見吧～ （2022年7月10日－12月10日，BS富士）- 主持人[17][18]
- 超級方程式錦標賽2023 Rd.1 富士國際賽車場（2023年4月8日，ABEMA）- 主持人
- Rally Japan 2023 每日亮點（2023年11月16日－19日，ABEMA）[87][88][89][90]
- 在賽道上見面吧 / Season2（2023年5月16日－，ABEMA）- 主持人[27]

### 廣播
- 羅森呈獻 日向坂46的歇一口氣！（2023年4月7日－，FM東京）- 週替主持人[24]

### 網絡節目
- 首都高速「首都高速更新計畫・高速大師橋更新工程」
  - 首都高速更新計畫～高速大師橋更新工程 第7集（事業介紹・特別篇）～ 前篇・後篇（2022年12月26日，YouTube）[91][92][93]
  - 高速大師橋更新 換橋工程完成影片（2023年6月10日，YouTube）[94]
- 日向坂46的富田鈴花傳授！首都高速官方應用程式 mew-ti「全功能介紹篇」（2023年4月13日，YouTube）[95]

### 廣告
- 首都高 首都高速更新計畫・高速大師橋更新工程「事業介紹篇」「避開壅塞篇」「利用灣岸線篇」（2022年12月1日－2023年6月10日）[22][96][97][98]

### 活動
- 東京女孩展演
  - Mynavi presents 第28回 TOKYO GIRLS COLLECTION 2019 SPRING / SUMMER（2019年3月30日，橫濱體育館）[99]
  - SDGs推進 TGC 靜岡 2020 by TOKYO GIRLS COLLECTION（2020年1月11日，Twin Messe靜岡）- DASADA STAGE[100]
  - 第30回 Mynavi TOKYO GIRLS COLLECTION 2020 SPRING / SUMMER（2020年2月29日，國立代代木競技場第一体育館）- DASADA STAGE[101]
  - 第31回 TOKYO GIRLS COLLECTION 2020 AUTUMN / WINTER ONLINE（2020年9月5日，網絡直播）- DASADA STAGE[102]
- 2023年 全日本超級方程式錦標賽 第9戰 國歌獨唱（2023年10月29日，鈴鹿賽車場）[103][104]
- 拉力日本「告訴我拉力賽的魅力！由 ABEMA 呈獻（2023年11月17日，豐田球場）[105]
- 日向坂音樂巡遊LIVE（2024年10月5日，有明體育館）[106]
- 超級方程式錦標賽 第2戰 國歌獨唱（2025年3月9日，鈴鹿賽車場）[107]
- Suzuka Tomita (Hinatazaka46) One Last Live on MTV （2025年7月23日，TACHIKAWA STAGE GARDEN）[108]

## 書籍

### 寫真集
- 鈴花賽道（鈴花サーキット；2025年8月5日，光文社）[109][110]

## 外部鏈結
- 富田鈴花的Instagram帳戶（2022年10月13日－）（日語）

日向坂46時期
- 日向坂46個人介紹頁（日語）
- 富田鈴花 官方部落格  - 日向坂46官方網站（2017年12月5日－）（日語）
- 富田 鈴花（日向坂46）的SHOWROOM專頁（日語）
- 富田鈴花1st寫真集官方的X（前Twitter）（日語）